# Andreas Abu Bakr Rieger

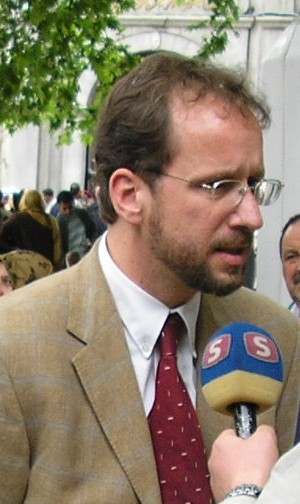
Andreas Abu Bakr Rieger (2005)

Andreas Abu Bakr Rieger (* 11. Februar 1965 in Freiburg im Breisgau als Andreas Rieger) ist ein deutscher Jurist und Publizist. Er ist Herausgeber der Islamischen Zeitung und war Autor und Mitgesellschafter des von Jürgen Elsässer herausgegebenen Magazins Compact.

## Leben
Andreas Rieger wuchs in einem katholischen Elternhaus auf, sein Vater war Vorsitzender der CDU-Stadtratsfraktion von Lahr. Nach dem Abitur begann er an der Universität Freiburg Rechtswissenschaften zu studieren. In Granada konvertierte er 1990 unter Einfluss des Murabitun-Gründers Ian Dallas zum Islam und nahm nach Vorbild des ersten Kalifen den Namen Abu Bakr an. Nach dem 1. Staatsexamen zog er nach Thüringen, um dort das Referendariat abzuleisten und das 2. Staatsexamen abzulegen. 1993 hielt er auf einer Veranstaltung der Anhänger von Cemaleddin Kaplan in der Stadthalle Köln eine antisemitische Rede: „Wie die Türken haben wir Deutschen in der Geschichte schon oft für eine gute Sache gekämpft, obwohl ich zugeben muss, dass meine Großväter bei unserem gemeinsamen Hauptfeind nicht ganz gründlich waren.“
1995 ließ er sich in Weimar als Rechtsanwalt nieder und gründete die Islamische Zeitung sowie den Verein Weimar Institut für geistes- und zeitgeschichtliche Fragen. Im gleichen Jahr autorisierte er als „Amir der Gemeinschaft der Muslime in Weimar“ eine Fatwa aus der Feder des Gründers und Führers der Murabitun-Bewegung, Ian Dallas alias Abdalqadir as-Sufi, in der Johann Wolfgang von Goethe zum Muslim erklärt wurde. Mittlerweile distanziert sich Rieger von der Behauptung, Goethe sei Muslim. Er habe damit 1997 Aufmerksamkeit für seine Aufklärungsarbeit über die Balkankonflikte schaffen wollen. Rieger hält weiterhin oft Vorträge über Goethe, in denen er auf die Aktualität des Denkens Goethes hinweist.
Im Jahr 1996 vollzog Abu Bakr Rieger zum ersten Mal die Pilgerfahrt nach Mekka und Medina. Die Erfahrung, mit Muslimen aus allen Teilen der Welt versammelt zu sein, beschreibt er als eindeutige Lehre, dass „dem Islam jede Bevorzugung einer bestimmten Rasse fremd“ sei. Die Identität des deutschen Muslims sehe Rieger daher folglich als „Weltbürger im Goetheschen Sinne“. Rieger sprach auf Einladung des Generalkonsulats von Bosnien und Herzegowina 2005 in Düsseldorf auf einer Veranstaltung zum Gedenken des Massakers von Srebrenica und warf dabei der NATO eine Mitschuld vor. Die Lehre von Srebrenica, so Rieger, müsse in eine Abkehr von Ideologie und Menschenverachtung resultieren.
2011 gründete Rieger gemeinsam mit Jürgen Elsässer und Kai Homilius die COMPACT-Magazin GmbH, die die Monatszeitschrift Compact herausbringt; Rieger, Elsässer und Homilius hielten je ein Drittel der Anteile. Rieger zufolge sei das Ziel gewesen, verschiedene Ansichten in einem Medium kontrovers diskutieren zu können. Rieger ist seit November 2014 nicht mehr Gesellschafter. Er begründete seinen Ausstieg mit der „zunehmend radikal-subjektiven Haltung“ Elsässers. Das Blatt sei „einseitig ausgerichtet und politisch abgeglitten, da in ihm rassistische und nationalistische Positionen vertreten“ würden. Die Position zur PEGIDA-Bewegung spreche insoweit Bände, die zur Russlandkrise sei „völkisch“. Das Projekt sei „gescheitert, da es nicht mehr möglich ist, darin verschiedene Positionen zu vertreten“.

## Wirken im Islamrat, Rücktritt
Andreas Abu Bakr Rieger war Vorstandsmitglied im Islamrat für die Bundesrepublik Deutschland, für den er Mitglied der Islamkonferenz wurde. Durch Recherchen der Journalistin Claudia Dantschke wurde 2007 eine schon länger bekannte Videoaufzeichnung seiner als antisemitisch kritisierten Rede von 1993 im Spiegel veröffentlicht. Als Grußwort vor Anhängern des später verbotenen Kalifatstaats des islamischen Fundamentalisten Metin Kaplan hatte er erklärt, er freue sich über die anwesenden „künftige Kämpfer für den Din vom Islam“, „wie die Türken“, so hätten auch „wir Deutsche oft schon in der Geschichte für eine gute Sache gekämpft, obwohl“ er „zugeben“ müsse, dass seine „Großväter bei unserem gemeinsamen Hauptfeind nicht ganz gründlich“ gewesen seien. Er sehe es als seine Aufgabe an, „seine deutschen Kameraden“ zum Islam einzuladen. Der Unionsfraktionsvize Wolfgang Bosbach forderte: „Solange Herr Rieger noch beim Islamrat aktiv ist, darf die Organisation kein Dialogpartner sein.“ Die Islambeauftragte der SPD, Lale Akgün, unterstützte diese Forderung.
Rieger erklärte, dass diese Rede „töricht und dumm“ gewesen sei und dass er nie ein Rechtsradikaler oder ein Antisemit gewesen sei. Er sei auch jederzeit bereit, sich bei allen zu entschuldigen, „die diesen Satz zu Recht als menschenverachtend und zynisch empfinden.“ Vom Posten des stellvertretenden Vorsitzenden beim Islamrat trat er dennoch zurück. Rieger war schon zuvor in 2002 als Vorstandsmitglied des Islamrats zurückgetreten, die taz merkte an, Abu Bakr Rieger, „ein hochrangiger Funktionär der dubiosen Murabitun-Vereinigung“, sei „umstritten“, denn diese „sektenähnliche Organisation“ sei durch „Kontakte zur rechten, antisemitischen Szene aufgefallen“. Deutschlandfunk-Journalistin Dorothea Jung monierte 2004 in ihrem Beitrag Judenhass im Namen Allahs?, dass Rieger sich nicht „unmissverständlich von seiner antisemitischen Äußerung“ distanziere.

## International
Er ist der Vorsitzende der von ihm 2005 mitgegründeten Organisation European Muslim Union. 2009 wurde er in einer „Liste der 500 einflussreichsten Muslime“ des Royal Islamic Strategic Studies Centre aus Jordanien aufgeführt.
Rieger präsentiert sich als Unterstützer der Europäischen Union und brachte 2017 seine Bewunderung für den französischen Präsidenten Emmanuel Macron und seine Partei En Marche in einem Artikel in seiner Islamischen Zeitung zum Ausdruck.

## Privatleben
Rieger lebt mit seiner Frau und fünf Kindern in Potsdam.

## Veröffentlichungen (Auswahl)
- Islam in Deutschland. Spohr-Verlag, Freiburg im Breisgau 2007
- Weg mit dem Zins. Kai Homilius Verlag, Werder (Havel) 2011
- Querverbindungen. IZ Medien GmbH, Berlin 2015